# Чёрный Ручей (приток Созьвы)
Чёрный Ручей — река в России, протекает по Республике Коми. Устье реки находится в 68 км по левому берегу реки Созьва. Длина реки составляет 76 км.

## Притоки (км от устья)
- 2 км: река Маерская Виска
- 36 км: река без названия
- 41 км: река без названия
- 53 км: река без названия

## Данные водного реестра
По данным государственного водного реестра России относится к Двинско-Печорскому бассейновому округу, водохозяйственный участок реки — Печора от водомерного поста Усть-Цильма и до устья, речной подбассейн реки — бассейны притоков Печоры ниже впадения Усы. Речной бассейн реки — Печора.
По данным геоинформационной системы водохозяйственного районирования территории РФ, подготовленной Федеральным агентством водных ресурсов:
- Код водного объекта в государственном водном реестре — 03050300212103000081786
- Код по гидрологической изученности (ГИ) — 103008178
- Код бассейна — 03.05.03.002
- Номер тома по ГИ — 03
- Выпуск по ГИ — 0